# Karin Boye

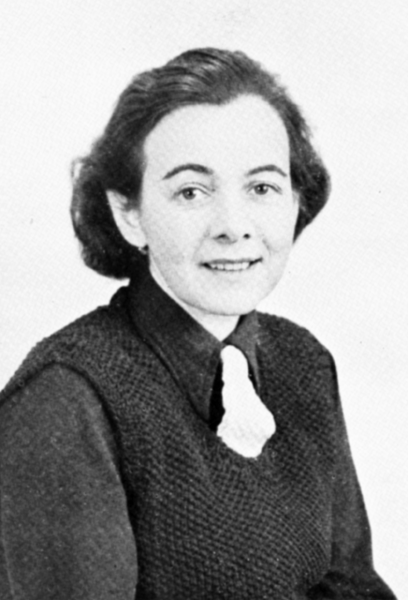
Karin Boye rond 1940

Karin Maria Boye (Göteborg,  26 oktober 1900 - Alingsås, 24 april 1941) was een Zweeds schrijfster en dichteres.

## Leven
Boye werd geboren als dochter van een ingenieur van Duitse komaf. Ze werd eerst onderwijzeres en studeerde daarna letteren te Uppsala. Als jonge vrouw en overtuigd christen trad ze eind jaren twintig, na een religieuze crisis, toe tot de links-radicale, pacifistische Clarté-beweging. Ze ageerde vooral tegen de bedreiging van het individu door het nazisme en het communisme. In die tijd begon ze ook te schrijven, aanvankelijk in de journalistiek (essays en kritieken), korte tijd daarna ook literair. In 1929 trouwde ze met mede Clarté-lid Leif Björk, maar mede vanwege haar lesbische gevoelens liet ze zich in 1932 weer van hem scheiden. 
Boye werd in toenemende mate gekweld door gespleten gevoelens en spanning tussen een streng moralisme en een meer open levenshouding op basis van vertrouwen in de mens. Daarnaast manifesteerde zich in toenemende mate een drang tot zelfvernietiging. Haar werk toont gevoelens van eenzaamheid en verlangen naar liefde en dood, in een heldere, klassieke vorm. Het scheppen van modernistische poëzie was voor Boye vooral een psychische bevrijding: door de taal van de poëzie, voorbij de logica, zou contact kunnen ontstaan met de “levenschenkende bronnen van het onbewuste”. Haar werk is sterk beïnvloed door T.S. Eliot en de Franse surrealisten, maar ook door de psychoanalyse (ze was zelf onder behandeling). Een centraal beeld in het werk van Boye is de boom, die zich door centrale krachten ontwikkelt, waarbij de wil is uitgeschakeld.
Op 24 april 1941 pleegde Karin Boye in een bos bij Alingsås zelfmoord door vergiftiging.